# Week
Een week is een tijdseenheid van zeven dagen die in de meeste delen van de wereld wordt gebruikt. De zeven dagen hebben een vaste naam en binnen de cyclus een vaste volgorde. Als sociale conventie zonder astronomische grondslag, wordt de week gebruikt om een ritme van werk, rust en/of verering in te stellen.
Een week wordt vaak aangeduid in de vorm begindatum tot en met einddatum. Aanduiding met een weeknummer en (als dat uit de context niet duidelijk is) een jaartal komt ook voor. Veel elektronische klokken, bijvoorbeeld op telefoons, geven echter niet standaard een weeknummer aan. Vaak worden dan ook naast het weeknummer ook nog de begin- en einddatum vermeld.

## Etymologie
De Germaanse vormen van het woord 'week' zijn afgeleid van het werkwoord 'wijken' en betekenden oorspronkelijk 'beurt', '(af)wisseling', 'wisseling van de tijd'. Onder invloed van het Latijnse vices (genitief meervoud) ging het duiden op de wisselende periode van zeven dagen, die we kennen als week.

## Geschiedenis
De week is een cultureel gegeven. Anders dan de dag, de maand en het jaar heeft ze geen basis in natuurlijke, astronomische cycli van zon en maan. Pogingen om het weekritme te relateren aan de vier fasen van de maanmaand zijn weinig overtuigend, omdat de synodische maandcyclus ruim 29,5 dagen duurt, wat dus beter zou aansluiten op bv. vijf weken van zes dagen. Ook de culturele variatie pleit tegen een 'natuurlijk' ritme. De zevendaagse week was onbekend aan culturen in Amerika, Oost-Azië en Oceanië, en waar wel een weekachtig ritme voorkwam, kon het ook tien dagen beslaan (zoals de Griekse decaden), acht dagen (de Etrusken en lange tijd de Romeinen), vijf dagen (op Java) of nog andere perioden.
De oorsprong van de zevendaagse week valt te traceren naar Mesopotamië. Uit dat gebied stamt de pentecontad-kalender, die het jaar indeelde in zeven blokken van vijftig dagen, elk bestaande uit zeven zevendagenweken aangevuld met een atzeret-dag. Een Assyrische kalender uit de 7e eeuw v.Chr. duidt de 7e, 14e, 19e, 21e en 28e dag van elke maand aan als 'kwade dagen' waarop bepaalde dingen verboden waren. In die intervallen is het zevendaagse ritme al herkenbaar, maar het lijken de Joden te zijn geweest die het tot in de uiterste consequentie hebben doorgedreven en van de quasi-weken echte weken maakten. Tijdens de Babylonische ballingschap vanaf 586 v.Chr. maakten ze elke zevende dag tot de Sjabbat, zonder synchroniseringen op het einde van de maand of het jaar. 
De tiendaagse weken van de Oud-Egyptische astrologie hadden deze loskoppeling reeds eerder bereikt, maar er is geen bewijs dat deze indeling ook het dagelijks leven ritmeerde. De Joodse week was daarentegen afgestemd op de wekelijkse bijeenkomst in de synagoge, overigens ook een product van de ballingschap. Het heiligen van de Sjabbat werd opgenomen in het Scheppingsverhaal (Genesis 1) dat kort na de ballingschap tot stand kwam. De loskoppeling van lunaire of andere natuurlijke processen moet worden gezien in samenhang met het bovennatuurlijke godsbegrip dat in die periode werd aangenomen: de God van de Joden was niet langer verbonden met natuurkrachten en het patroon dat ze uitvonden om hem te eren liep voortaan door de geschiedenis zonder acht te slaan op de natuur. De periodiciteit was als het ware mechanisch geworden.
Een ander aspect van de week zoals we die kennen, namelijk de dagen van de week met de planetaire referenties in hun benamingen, leidt opnieuw naar Mesopotamië en meer bepaald naar Babylon. Daar hadden de Chaldeeuwse astrologen omstreeks 500 v.Chr. de theorie van de zeven zwervers ontwikkeld: zeven hemellichamen die een eigenzinnige baan beschreven ten opzichte van de rest van de sterrenhemel. Ze werden elk geïdentificeerd met een godheid en verondersteld invloed uit te oefenen op Aarde, wat geleid had tot de uitvinding van de horoscoop. De verovering van het Perzische Rijk door Alexander de Grote bracht deze kennis naar de Griekse wereld. Naar alle waarschijnlijkheid was het in het Alexandrië van de 2e eeuw v.Chr. dat hellenistische geleerden de 'planetenweek' ontwierpen, waarbij elke planeet/godheid geassocieerd werd met een vaste dag. Eerst kregen de planeten zelf een vaste volgorde, vermoedelijk naar afnemende omlooptijd: Saturnus/Kronos, Jupiter/Zeus, Mars/Ares, Zon/Helios, Venus/Afrodite, Mercurius/Hermes, Maan/Selene. Vervolgens leidde dit via chronocratorie – een andere hellenistische doctrine – tot de afwijkende weeksequentie (waarbij elke dag beheerst werd door een specifieke planeet/godheid): dag van Saturnus, dag van de Zon, dag van de Maan, dag van Mars, dag van Mercurius, dag van Jupiter, dag van Venus.
De hellenistische planetenweek verspreidde zich in het Romeinse Rijk en begon rond de tijd van keizer Augustus de achtdaagse nundinum te verdringen. In de tweede en derde eeuw n.Chr. raakte het algemeen ingeburgerd om de zeven dagen van de week naar de planeten te noemen (Sol, Luna, Mars, Mercurius, Jupiter, Venus, Saturnus).
De eerste dag van de week noemden de Romeinen de dies Solis (zondag). In het mithraïsme was dit een heilige dag en ook in het christendom. Keizer Constantijn verklaarde deze dag in 321 tot een rustdag in het hele rijk. Hoewel hij hiermee ongetwijfeld de christenen ter wille was, gold het voorschrift voor iedereen en gebruikte hij de heidense naam dies Solis. Zelf noemden de christenen het de 'dag van de Heer', wat vooral in Romaanse talen sporen heeft nagelaten (dimanche, domango). Hoewel hun religie de staatsgodsdienst werd, was de week te sterk ingeburgerd om nog aan te tornen. De Germanen slaagden er nog in hun eigen godennamen te geven aan bepaalde dagen, maar voor christenen was dat geen optie. 
Tegen de derde eeuw was de zevendagenweek doorgedrongen naar China en Ierland. In China was het uiteindelijk een negendaagse variant uit India die dominant werd. De islam zorgde dan weer voor verspreiding tot diep in Afrika.
Bij de invoering van de gregoriaanse kalender werden tien data overgeslagen, maar liepen de dagen van de week zonder onderbreking door. In landen die deze kalender ingevoerd hadden kwamen de dagen van de week dus nog steeds overeen met die in landen die de juliaanse kalender nog gebruikten.

## Begindag
Als eerste dag van de week geldt in de joodse, christelijke en islamitische kalender oorspronkelijk de zondag als de eerste dag. Voornamelijk joden, messiasbelijders, zevendedagsbaptisten en zevendedagsadventisten hebben de daarmee corresponderende zevende dag, de zaterdag, als sjabbat, sabbat, rustdag, overeenkomend met de zevende dag, volgend op de Schepping in zes dagen, volgens het scheppingsverhaal.
In België en Nederland geldt tegenwoordig volgens ISO 8601 en NEN 2772 officieel de maandag als de eerste dag. Ook om praktische redenen staan in agenda's vaak de zaterdag en zondag samen aan het einde van een week. In het woordenboek van de Académie française gold in 1878 de zondag als eerste dag; in de volgende editie, van 1932, was het de laatste.

## Dagen van de week
In de meeste talen hebben de dagen van de week een naam; in sommige talen echter worden de dagen genummerd. Het laatste kan tot verwarring leiden, doordat niet in alle betrokken talen de telling met dezelfde dag van de week begint. Zo is bijvoorbeeld de dinsdag in het Russisch вторник (letterlijk: tweede dag) en in het Portugees terça-feira (letterlijk: derde dag).
In Romaanse talen en Germaanse talen zijn de zeven dagen van de week in het algemeen genoemd naar goden en hemellichamen.
|                  | Genoemd naar                 | Genoemd naar                                         |
| Nederlandse naam | in Romaanse talen            | in Germaanse talen                                   |
| ---------------- | ---------------------------- | ---------------------------------------------------- |
| zondag           | God ('dominus' of 'meester') | zon                                                  |
| maandag          | maan                         | maan                                                 |
| dinsdag          | planeet / god Mars           | Germaanse god Tiwaz / Thingsus                       |
| woensdag         | planeet / god Mercurius      | Germaanse god Wodan                                  |
| donderdag        | planeet / god Jupiter        | Germaanse god Donar                                  |
| vrijdag          | planeet / godin Venus        | Germaanse godin Freia                                |
| zaterdag         | sabbat                       | Romeinse god Saturnus, Scandinavische god Loki/Lodur |

### Enkele uitzonderingen
|            | Dagen van de week met afwijkende namen              | Dagen van de week met afwijkende namen  | Dagen van de week met afwijkende namen | Dagen van de week met afwijkende namen | Dagen van de week met afwijkende namen | Dagen van de week met afwijkende namen | Dagen van de week met afwijkende namen          |
| Nederlands | zondag                                              | maandag                                 | dinsdag                                | woensdag                               | donderdag                              | vrijdag                                | zaterdag                                        |
| ---------- | --------------------------------------------------- | --------------------------------------- | -------------------------------------- | -------------------------------------- | -------------------------------------- | -------------------------------------- | ----------------------------------------------- |
| Arabisch   | al-ʔaḥad de eerste (dag)                            | al-ithnayn de tweede (dag)              | al-thoelaathaaʔ de derde (dag)         | al-arbiʕaaʔ de vierde (dag)            | al-khamis de vijfde (dag)              | al-joemoeʕa de dag van de samenkomst   | al-sabt (dag van) de sabbat                     |
| Hebreeuws  | jom risjon eerste dag                               | jom sjeni tweede dag                    | jom sjĕlisji derde dag                 | jom rĕvi'i vierde dag                  | jom chamisji vijfde dag                | jom sjisji zesde dag                   | sjabbat rustdag                                 |
| Spaans     | el domingo dag des Heren                            | el lunes                                | el martes                              | el miércoles                           | el jueves                              | el viernes                             | el sábado sabbat                                |
| Portugees  | Domingo dag des Heren                               | Segunda-feira tweede dag                | Terça-feira derde dag                  | Quarta-feira vierde dag                | Quinta-feira vijfde dag                | Sexta-feira zesde dag                  | Sábado sabbat                                   |
| Russisch   | воскресенье (voskresen'je) verrijzenis              | понедельник (ponedel'nik) dag na zondag | вторник (vtornik) tweede dag           | среда (sreda) midden (van de week)     | четверг (tsjetverg) vierde dag         | пятница (pjatnitsa) vijfde dag         | суббота (subbota) (dag van de) sabbat           |
| Fries      | snein                                               | moandei                                 | tiisdei                                | woansdei                               | tongersdei                             | freed                                  | saterdei, sneon (zaterdag) sinnejûn (zon-avond) |
| Duits      | Sonntag                                             | Montag                                  | Dienstag                               | Mittwoch                               | Donnerstag                             | Freitag                                | Samstag (sabbatdag) of Sonnabend                |
| IJslands   | sunnudagur                                          | mánudagur                               | þriðjudagur derde dag                  | miðvikudagur midweek                   | fimmtudagur vijfde dag                 | föstudagur vastendag                   | laugardagur baddag                              |
| Fins       | sunnuntai                                           | maanantai                               | tiistai                                | keskiviikko midweek                    | torstai                                | perjantai                              | lauantai baddag (uit Oud-Germaans)              |
| Armeens    | kiraki zondag (vgl. Grieks: Kyriaki, dag des Heren) | yerkushabt’i tweede dag                 | yerek’shabt’i derde dag                | ch’vorek’shabt’i vierde dag            | hingshabt’i vijfde dag                 | rbat’ voorbereiding van sabbat         | shabat’ sabbat                                  |

## Bijbel
Het Oude Testament van de Bijbel laat een week van zeven dagen zien. Het beschrijft dat de wereld werd geschapen in zes dagen, en dat op de zevende dag God uitrustte. De weekcyclus wordt wel beschouwd als een scheppingsordinantie, en dus een cyclus die al bij de schepping begonnen is. Ervan uitgaande dat de schepping letterlijk in zes dagen heeft plaatsgevonden (jongeaardecreationisme) en dat de weekcyclus altijd is bijgehouden was de schepping in termen van de huidige namen van de dagen van de week van zondag tot en met vrijdag, met zaterdag de dag waarop God rustte. Dienovereenkomstig is traditioneel de zondag de eerste dag van de week, zowel voor degenen die de zaterdag als heilige dag zien (de joden en sommige christenen, deze dag wordt dan sabbat genoemd), als voor degenen voor wie de zondag of vrijdag de heilige dag is.

## Weekpatroon
Dagen en tijden van school en werk, openingstijden en dienstregelingen hebben vaak een min of meer vast weekpatroon, en ook vaak die van afzonderlijke vrijetijdsbestedingen zoals religieuze activiteiten en sport, en karweitjes zoals boodschappen doen.

## Culturen zonder weken van zeven dagen
- De Maya's hanteerden 20 weken van 13 dagen. Hun Tzolkinjaar duurde dan ook maar 260 dagen en was een astrologisch jaar. Het gregoriaans jaar (Haab) van 365 dagen was voor de Maya minder belangrijk maar werd evenwel gebruikt voor de landbouw. Ze hadden ook nog een jaar van 360 dagen (Mayakalender, Tun kalender).
- De week in Bali varieerde van een tot tien dagen.
- Op Java bestaat de traditionele week uit vijf marktdagen. Dit stelsel wordt nog steeds gehanteerd, maar ook het westerse is in gebruik. Daardoor ontstaan 5 × 7 = 35 weekdagcombinaties, die onder meer worden gebruikt bij het bepalen van gunstige of ongunstige dagen. Dit gebruik zou men kunnen vergelijken met onze astrologie.
- Het prechristelijke Litouwen kende weken van negen dagen.
- Rome kende tot in de vierde eeuw een cyclus van acht dagen (nundinae), waarbij elke achtste dag een marktdag was. Sinds de vroege keizertijd kende men echter een zevendaagse week, waarnaast de nundinae nog functioneerden tot de vierde eeuw toen onder invloed van keizer Constantijn de zevendaagse week zich helemaal doorzette.
- Na de Franse Revolutie werd in 1793 een "week" bestaande uit 10 dagen, décades genaamd (zie: Franse republikeinse kalender), ingevoerd. Deze werd echter in 1806 weer afgeschaft.
- De Sovjet-Unie probeerde zonder succes een week van zes dagen, met de zesde dag als rustdag, in te voeren.

## Biologische weekritme
In het menselijk lichaam zijn er ook weekritmes werkzaam. De concentraties van stoffen in het bloed en de urine fluctueren met een zevendaags ritme. Ook schommelen de bloeddruk, het aantal hart- en herseninfarcten, zelfmoord en geboortes met het ritme van de week. Er bestaat een theorie dat weekritmes niet het gevolg zijn van onze kalender met de werkweek en het vrije weekend, omdat bij mensen die tijdens een experiment honderd dagen lang onder constante omstandigheden in een grot verbleven, ook het ritme van een week vertoonden. Hierbij moet aangetekend worden dat de gevolgen van een werkritme op het lichaam langer dan 100 dagen kunnen doorwerken en de stelling dus niet bewezen is. Bij fossiele resten van de Turkanajongen zijn een soort groeiringen gevonden in het tandglazuur welke een ritme hebben van een week. Dit blijkt ook voor andere primaten te gelden.

## 1 week omgerekend
- 7 dagen, 168 uur, 10.080 minuten, 604.800 seconden
- 23,00% van een gemiddelde maand
- 1,92% van een gemiddeld jaar

## Jaarweek
In de bijbel wordt soms de term week gebruikt voor een periode van 7 jaar, overeenkomstig "Ik heb u gegeven elken dag voor elk jaar" (Ezechiël 4:6). Dit wordt wel een jaarweek genoemd. Waar bijvoorbeeld in Daniël 9:24 wordt gesproken van zeventig weken wordt 490 jaar bedoeld. In sommige bijbelvertalingen zijn de tijdsduren al omgerekend.

## Trivia
- In Nederland wordt in televisiegidsen meestal gerekend met een week die op zaterdag begint. Voor veel filmprogramma's in bioscopen begint een nieuw weekprogramma op donderdag.
- In bedrijven met ploegendienst, begint de administratieve dienst bij opkomst van de nieuwe ploeg. Hierdoor kan een week bijvoorbeeld beginnen op zondag 22:00u, of maandag 06:00u.